# Liste der Kulturdenkmäler in Jakobsweiler
In der Liste der Kulturdenkmäler in Jakobsweiler sind alle Kulturdenkmäler der rheinland-pfälzischen Ortsgemeinde Jakobsweiler aufgeführt. Grundlage ist die Denkmalliste des Landes Rheinland-Pfalz (Stand: 27. November 2018).

## Einzeldenkmäler
| Bezeichnung            | Lage                           | Baujahr         | Beschreibung | Bild                           |
| ---------------------- | ------------------------------ | --------------- | --- | ------------------------------ |
| Protestantische Kirche | Friedhofstraße 1 Lage          | um 1460         | Saalbau, im Kern gotisch, barocke Erweiterung, um 1724, Rundturm um 1460, barocker Helm; mit Ausstattung; orts- und landschaftsbildprägend | weitere Bilder Fotos hochladen |
| Kriegerdenkmal         | Friedhofstraße, bei Nr. 1 Lage | 1920er Jahre    | Kriegerdenkmal 1914/18, 1920er Jahre | BW                             |
| Wohnhaus               | Rosenweg 7 Lage                | 18. Jahrhundert | eingeschossiges Fachwerkwohnhaus auf hohem Kellergeschoss, 18. Jahrhundert                                                                 | BW                             |